# Sterdyń
Sterdyń è un comune rurale polacco del distretto di Sokołów, nel voivodato della Masovia.
Ricopre una superficie di 130,03 km² e nel 2004 contava 4 596 abitanti.

## Villaggi
Gmina Sterdyń è composta dai seguenti villaggi e insediamenti: Białobrzegi, Borki, Chądzyń, Dąbrówka, Dzięcioły Bliższe, Dzięcioły Dalsze, Dzięcioły-Kolonia, Golanki, Grądy, Granie, Kamieńczyk, Kiełpiniec, Kiezie, Kolonia Dzięcioły Dalsze, Kolonia Kamieńczykowska, Kolonia Kuczaby, Kolonia Paderewek, Kolonia Stary Ratyniec, Kuczaby, Łazów, Łazówek, Lebiedzie, Lebiedzie-Kolonia, Matejki, Nowe Mursy, Nowy Ratyniec, Paderew, Paderewek, Paulinów, Seroczyn, Seroczyn-Kolonia, Sewerynówka, Stare Mursy, Stary Ratyniec, Stelągi, Stelągi-Kolonia, Sterdyń, Szwejki e Zaleś.